# Кожемякин, Анатолий Евгеньевич
Анато́лий Евге́ньевич Кожемя́кин (24 февраля 1953, Москва — 13 октября 1974, Москва) — советский футболист, нападающий московского «Динамо» и сборной СССР, бронзовый призер чемпионата СССР 1973.

## Биография
Играл на позиции центрального нападающего. Является мастером спорта. Воспитанник команды групп подготовки московского «Локомотива» — 1965—1966, затем играл в ФШМ 1967—1970 годы. Первые тренеры — В. С. Панфилов, В. Б. Бехтенев и В. Б. Бубукин. В чемпионате СССР дебютировал 2 мая 1970 года в матче с «Торпедо» Москва (0:1).
В 1971 году провёл один матч в олимпийской сборной СССР. В том же году сыграл один матч в составе сборной клубов СССР. В 1970 году играл в молодёжной сборной СССР, в составе которой провёл 4 матча и забил 2 мяча. В 1970—1971 годах играл за юношеские сборные страны. На юношеском турнире УЕФА 1971 года был признан лучшим нападающим турнира, став лучшим бомбардиром турнира (7 голов в 5 матчах). Помимо Кожемякина, в атакующей тройке той сборной были также юные Анатолий Байдачный и Олег Блохин.
В сезоне 1971/72 «Кубка обладателей кубков УЕФА» в четвертьфинальной серии игр против югославской «Црвены Звезды» Анатолий Кожемякин отличился дважды, в первый раз в гостевой игре в Белграде забив первый гол на 45-й минуте. «Динамо» выиграло ту игру 1:2, и ответный матч проводило на стадионе «Пахтакор» в Ташкенте. Игра складывалась в пользу югославской команды (0:1), но на 75-й минуте Кожемякин забил ответный гол, который вывел «Динамо» в полуфинал. Полуфинальные игры и финал Кожемякин пропускал из-за травмы.
По итогам сезона 1972/73 стал вторым в гонке бомбардиров с 16 голами в 26 матчах, первым был Олег Блохин с результатом 18 голов в 29 играх. В том сезоне московское «Динамо» завоевало бронзовые награды, а Кожемякин получил приз газеты «Вечерняя Москва» как лучший бомбардир среди московских команд.
Весной 1972 года Кожемякин был привлечён к играм в составе сборной СССР. Свою первую игру сыграл 29 марта против сборной Болгарии. Всего в 1972—1973 годах в первой сборной СССР Кожемякин провёл 3 матча. Участник отборочных матчей Чемпионата мира 1974 года.
В 1968—1969 годах играл за юношескую сборную Москвы. В её составе стал победителем футбольного турнира Всесоюзной Спартакиады школьников в 1969 году; был признан лучшим нападающим этого турнира. Лучший бомбардир «Кубка Юности» 1968 года (5 голов); был признан лучшим нападающим «Кубка надежды» 1969 года.
По манере и уровню игры Константин Бесков и Владимир Пильгуй сравнивали Кожемякина с Эдуардом Стрельцовым.

### Критика, связь с Львом Яшиным
Когда Кожемякину исполнилось 18 лет, он мог отправиться в армию. Парламентером тогда выступил Лев Яшин, уговорив руководство армии не забирать футболиста. Но к самому Кожемякину Яшин относился крайне строго. Анатолий слушал рок-музыку, одним из первых начал ходить в джинсах. Увидев его в джинсовом костюме, Яшин сказал: «Вырядился как водопроводчик!». В интервью Владимир Пильгуй упомянул, что это тот самый костюм, в котором погиб Кожемякин.

После удачного дебюта в сборной в 1972 году Кожемякин пропал из состава «Динамо». Болельщики не могли понять причину. В «Комсомольской правде» было опубликовано письмо некоего болельщика Н. Зернова:
«Уважаемая редакция! В прошлом сезоне и в начале нынешнего года в составе московского „Динамо“ выступал способный центрфорвард Кожемякин. Молодого, подающего надежды футболиста включили было в сборную страны. А теперь его не видно на футбольном поле. Что произошло? Просьба рассказать на страницах газеты».
В следующем выпуске был опубликован ответ от имени Льва Яшина, который в то время был главным тренером «Динамо»:
«Да, Кожемякин, бесспорно, одаренный футболист. Из юношеской футбольной школы он был приглашен в команду мастеров, его стали привлекать к играм в основном составе динамовской команды. Казалось бы, молодой игрок должен был воспринять это как аванс, как поощрение к дальнейшему совершенствованию. Но этого не случилось. Очень скоро мы обнаружили у Кожемякина бациллы зазнайства. Он начал пропускать тренировки, играть с ленцой, стал нарушать режим. И старший тренер команды Константин Иванович Бесков, и я сам, и товарищи по команде, комсомольцы, пытались увещевать Кожемякина, раскрыть ему глаза… Увы, ничто не вразумило молодого футболиста. А совсем недавно на общем собрании команды, поскольку все средства воздействия оказались исчерпаны, было решено дисквалифицировать Кожемякина на два года. Конечно, обратный путь в команду парню не заказан. Одумается, изменит свое отношение к футболу – тогда, как говорится, милости просим».
На самом деле, на два года Кожемякина не отстраняли, но и в состав не ставили. Во время отстранения от игр футболисту стали поступать предложения от других клубов, но Кожемякин остался верен «Динамо» и через год, осенью 1973 года, вернулся на поле. Спустя еще год, после гибели Кожемякина, Лев Яшин, будучи тогда начальником команды, был уволен за неудовлетворительную работу с молодежью.

### Обстоятельства гибели
12 октября 1974 года, восстановившись после травмы разрыва крестообразных связок, Анатолий Кожемякин провел игру за дубль «Динамо» против московского «Торпедо», а на следующий день должен был попасть в заявку на игру основных составов. Но Кожемякин попросил тренера «Динамо» Гавриила Качалина не ставить его в состав, потому что очень хотел попасть в тот вечер на концерт группы «Машина Времени». Вернувшись с концерта, Анатолий поругался с женой и ушел ночевать к приятелю, Анатолию Бондаренко.
Утром 13 октября 1974 года лифт, в котором Кожемякин ехал вместе с приятелем, остановился между этажами. Диспетчер не отвечал. Пассажиры решили покинуть лифт самостоятельно, не дожидаясь электромеханика. Раздвинув двери, приятель выбрался на площадку, а Кожемякин замешкался — не хотелось запачкать машинным маслом новые джинсы. Он сумел лишь наполовину выйти из лифта, когда тот резко тронулся. От полученных травм Кожемякин погиб на месте.
Похоронен в Москве на Головинском кладбище.

## Семья
Отец — Евгений Иванович Кожемякин. Мать — Мария Ивановна Торбина
Младший брат — Сергей Кожемякин.
Жена — Наталья Ивановна Кожемякина.

## Достижения
- Бронзовый призёр чемпионата СССР 1973.
- В 1973 году завоевал приз газеты «Вечерняя Москва» лучшему бомбардиру московских команд мастеров (16 голов).
- Второй бомбардир чемпионата СССР 1973.
- Финалист Кубка обладателей кубков 1972.
- В списке «33-х лучших футболистов страны» один раз. № 1 — 1973 (среди центральных нападающих).